# Ману (правитель Хатры)
Ману — правитель Хатры с около 115 по 117 год.
Он известен из нескольких надписей, в одной из которых, выгравированной на основании статуи, он назван mry’ (господин). Надписи на других сторонах этого основания заключают в себе даты: 148/149 и 156/157 год. Так как на эти годы падают периоды правления других властителей Хатры, то, следовательно, Ману правил раньше. Действительно, Дион Кассий упоминал в его сообщениях о событиях, которые предшествовали парфянскому походу Траяна. Там говорится об аравийском правителе Ману, которого наверно можно идентифицировать с правителем Хатры. Возможно, его предшественником был его отец Вород, а преемником Элкуд.